# Henry Richmond Droop
Henry Richmond Droop (* 12. September 1832 in Stamford Hill; † 21. März 1884 in London) war ein englischer Jurist.
Droop entwickelte 1881 die heutzutage nach ihm benannte Droop-Quote, die bei Wahlen nach dem System der Übertragbaren Einzelstimmgebung (Single Transferable Vote – STV) verwendet wird.
In einem 1869 erschienenen Buch wies Droop darauf hin, dass Wahlsysteme, die auf einfachen Mehrheiten beruhen, eng mit Zwei-Parteien-Systemen verknüpft sind.  Er war damit einer der ersten, die einen Zusammenhang zwischen Wahlsystemen und Parteiensystemen formulierten, der später als Duvergers Gesetz bekannt wurde.

## Schriften
- On Methods of Electing Representatives. Macmillan, London, 1868.
- On the Political and Social Effects of Different Methods of Electing Representatives. Maxwell, London, 1869.
- On methods of electing representatives. Journal of the Statistical Society of London 44 (1881) 141–196. Nachdruck in: Voting Matters 24 (2007) 7–46.